# Péter Pázmány
Péter kardinál Pázmány, slovensky Pázmaň (4. říjen 1570, Oradea – 19. března 1637, Bratislava), byl uherský římskokatolický kněz, jezuita, ostřihomský arcibiskup a primas uherský, kardinál, představitel protireformace v Uhrách a zakladatel univerzity v Trnavě.

## Život

### Původ a vzdělání
Narodil se ve Velkém Varadíně v Sedmihradsku (dnes Oradea v Rumunsku) v kalvinistické rodině, avšak pod vlivem nevlastní matky přestoupil v roce 1583 na katolictví a vstoupil do jezuitského řádu.
Noviciát absolvoval v Krakově a ve Vídni, kde studoval filosofii, v letech 1593–1597 vystudoval teologii v Římě a byl vysvěcen na kněze. Působil jako profesor filosofie a teologie ve Štýrském Hradci, od roku 1601 jako misijní kazatel v Šaľe a v Košicích. Od roku 1607 byl ve službách uherského arcibiskupa, který tehdy sídlil v Trnavě, protože Ostřihom byla obsazena Turky. Po smrti svého předchůdce Františka Forgáče se stal roku 1616 arcibiskupem a roku 1629 byl jmenován kardinálem.

### Působení
Arcibiskup Pázmány se věnoval protireformačnímu působení, k němuž byl jeho řád určen, a to hlavně podporou katolického vzdělávání. Do maďarštiny přeložil spis „Následování Krista“ Tomáše Kempenského a sám napsal několik náboženských knih. Roku 1619 založil v Trnavě katolickou kolej, 1623 ve Vídni kolej Pazmaneum a v Trnavě kněžský seminář.
V Bratislavě založil jezuitskou teologickou školu a v Nových Zámcích a Kremnici františkánské kláštery. Roku 1635 založil v Trnavě univerzitu, roku 1777 přeloženou do Budapešti, na niž navazuje současná Univerzita Loránda Eötvöse a Katolická univerzita Petra Pázmánye v Budapešti i Trnavská univerzita v Trnavě.
Dne 14. května 1634 uzavřel kupní smlouvu se Zdeňkem Žampachem z Potštejna, na jejímž základě získal rozsáhlé východomoravské panství Vsetín (intabulace roku 1635).
Petr kardinál Pázmány zemřel 19. března 1637 v Bratislavě a byl pochován v tamní katedrále sv. Martina. Po jeho smrti připadlo vsetínské panství jeho synovci Mikulášovi.